# Валкарене (Ливорно)
Валкарене је насеље у Италији у округу Ливорно, региону Тоскана.
Према процени из 2011. у насељу је живело 80 становника. Насеље се налази на надморској висини од 64 м.